# Helmut Dersch
Helmut Dersch (* 4. August 1929; † 10. Juni 2010) war ein deutscher Wirtschaftspolitiker und SED-Funktionär. Er war stellvertretender Minister für Schwermaschinen- und Anlagenbau der DDR und von 1982 bis 1989 Staatssekretär im Ministerium für Schwermaschinen- und Anlagenbau der DDR.

## Leben
Dersch erlernte den Beruf des Industriekaufmanns und qualifizierte sich zum Ingenieurökonom. Von 1947 bis 1951 arbeitete er als Produktionsleiter im VEB Press- und Schmiedewerk Brand-Erbisdorf. Später war er bis 1966 Leiter der Abteilung Schwer- und Transportmaschinenbau im Volkswirtschaftsrat der DDR. Von 1966 bis 1970 war er Generaldirektor der VVB Ausrüstungen für die Schwerindustrie und Getriebebau in Magdeburg bzw. der VVB Getriebe und Kupplungen. Von März 1967 bis Mai 1971 gehörte er als Mitglied der SED-Bezirksleitung Magdeburg an. Ab 1970 fungierte er als stellvertretender Minister für Schwermaschinen- und Anlagenbau der DDR und war als Beauftragter der Regierung für das Kernkraftwerk Nord in der Lubminer Heide zuständig. Von Februar 1982 bis Dezember 1989 war er Staatssekretär im Ministerium für Schwermaschinen- und Anlagenbau der DDR (Nachfolger von Karlheinz Seifarth). Er wurde von der Regierung Modrow von seiner Funktion entbunden.
Dersch starb im Alter von 80 Jahren und wurde auf dem Zentralfriedhof Friedrichsfelde in Berlin beigesetzt.

## Auszeichnungen
- 1975 Vaterländischer Verdienstorden in Bronze und 1988 in Silber
- 1979 Orden Banner der Arbeit Stufe I
- 1984 Ehrentitel Verdienter Metallarbeiter der Deutschen Demokratischen Republik